# Anders Berger
Anders Alexander Berger, född 22 juni 1815 i Nysunds socken, Värmlands län, död 10 oktober 1871 i Stockholm, var en svensk bruksägare och riksdagsman. Han var far till politikern Ossian Berger och tidningsmannen Vilhelm Berger.

## Biografi
Anders Berger var son till brukspatron Alexander Berger och Anna Maria Hedrén.
Anders Berger blev student vid Uppsala universitet 1834 och filosofie magister 1839. Han var ägare till bruket Södra Håkansbol i Värmland. Han var riksdagsman i borgarståndet för bergsbrukens tredje valdistrikt vid riksdagarna 1850/51, 1853/54, 1859/60, 1862/63 samt 1866. Han var därefter ledamot i andra kammaren 1867–1869 för Visnums, Väse och Ölme häraders valkrets samt i första kammaren 1870–1871 för Örebro läns valkrets.
I riksdagen var han bland annat ledamot i konstitutionsutskottet vid riksdagarna 1850/51, 1853/54, 1859/60 samt 1867-69. Han var även ledamot i statsutskottet vid samtliga bevistade ståndsriksdagar. Han var dessutom ledamot av Värmlands läns landsting från dess tillkomst och dess ordförande 1869-70.